# Emil Holm (forsøgsleder)
 Der er flere personer med dette navn, se Emil Holm.
Emil Holm (3. maj 1863 på Lerchenfeld – 22. november 1957 i København) var en dansk civilingeniør og opfinder.
Han var søn af godsejer Emil Holm og hustru, tog realeksamen fra Sorø Akademi 1879 og adgangseksamen til Polyteknisk Læreanstalt 1881, blev cand.polyt. 1887, ekstraordinær assistent ved Landbohøjskolen samme år og var forsøgsleder ved Landbohøjskolen 1915-33.
Holm var leder af smørudstillingen 1889, medlem af juryen for 30. gruppe på verdensudstillingen i Stockholm 1897, medlem af Københavns Understøttelsesforening 1917-40 og afdelingsformand fra 1916, modtog præmie fra Den Hielmstierne-Rosencroneske Stiftelse for opfindelsen af karsaltningssystemet 1914 og blev Ridder af Dannebrog 1928.
Han blev gift 6. september 1892 på Frederiksberg med Emmy Lundsteen.

## Forfatterskab
- Om Svinetuberkulosen og Muligheden for dens Bekæmpelse med praktiske Midler. Beretning fra Forsøgslaboratoriet 88, 1915 (i samarbejde med O. Bang).
- Arbejdsprøver med Rugemaskiner. Beretning fra Forsøgslaboratoriet 92, 1916 (i samarbejde med A. Friberg og A. Lindahl).
- Undersøgelser over raa Valle som Aarsager til Tuberkolosen blandt Svinene. Beretning fra Forsøgslaboratoriet 97, 1917 (efter indgående forhandling med Bernhard Bang og i samarbejde med C.W. Andersen).